# Teoría de Tipos Dependientes
En lógica y ciencias de la computación, una teoría de tipos dependientes es una teoría de tipos que incluye tipos dependientes, es decir, tipos que dependen de ciertos valores o términos de otros tipos. En algunas teorías de tipos, como la de Martin-Löf, estos tipos pueden usarse para definir cuantificadores universales y existenciales según la Correspondencia de Curry-Howard.
Formalmente, si introducimos una noción de universos de tipos a la forma de Russell y tenemos un universo  {\displaystyle {U}} tal que  {\displaystyle A:{\mathcal {U}}}, entonces podemos definir una familia de tipos dependientes {\displaystyle B:A\rightarrow {\mathcal {U}}} tal que asigna a cada {\displaystyle a:A} un tipo {\displaystyle B(a):{\mathcal {U}}}.

## Tipos de suma y producto

### El tipo Π
De una familia de tipos {\displaystyle B:A\to {\mathcal {U}}} podemos construir el tipo de funciones dependientes, o tipo de producto dependiente, {\textstyle \prod _{x:A}B(x)} cuyos términos son funciones que toman un término {\displaystyle a:A} y devuelven un término {\displaystyle B(a)}.
Estos tipos pueden verse como un producto cartesiano de tipos. Los tipos Π también pueden entenderse como cuantificadores universales, así que {\textstyle \prod _{x:A}B(x)} puede entenderse como {\textstyle \forall x:A.B(x)}.

### Tipo Σ
El dual del tipo de producto dependiente es el tipo de par dependiente, o de suma dependiente. Para todo tipo {\displaystyle A:{\mathcal {U}}} y familia de tipos {\displaystyle B:A\to {\mathcal {U}}} existe el tipo {\textstyle \sum _{x:A}B(x)}. 
Un término de este tipo es un par (a,b) tal que {\displaystyle a:A} y {\displaystyle b:B[a/x]}, es decir, un habitante del tipo {\displaystyle B(x)} cuando sustituimos a {\displaystyle x:A} por {\displaystyle a:A}. Estos tipos pueden entenderse también como cuantificadores existenciales tal que {\textstyle \sum _{x:A}B(x)} significa {\textstyle \exists x:A.B(x)}. 

## Teoría de Tipos Intuicionista o de Martin-Löf
La teoría de tipos intuicionista fue creada por Per Martin-Löf, matemático y filósofo sueco, quien la publicó por primera vez en 1975. Martin-Löf diseñó la teoría de tipos basándose en los principios del constructivismo matemático. Según este constructivismo, la verdad de una proposición depende de que tenga un "certificado" o demostración de su verdad, hecho que puede formalizarse en teoría de tipos dependientes según la Correspondencia de Curry-Howard. Una consecuencia útil es que las pruebas se convierten en objetos matemáticos que pueden examinarse, compararse y manipularse. 
En esta teoría de tipos dependientes se considera además un tipo identidad para dos términos de un tipo {\displaystyle A}, denotado por {\displaystyle id_{A}(a,b)}. También tenemos el juicio metateorético: {\displaystyle a\equiv b} que afirma que ambos términos son exactamente el mismo término. La identidad {\displaystyle id_{A}(a,b)} no necesariamente debe interpretarse de esta forma. Por ejemplo, en el modelo homotópico de Steve Awodey y Michael Warren usado en Teoría de tipos homotópica, {\displaystyle id_{A}(a,b)} se interpreta como un camino entre dos puntos de un espacio, {\displaystyle a,b:A}. 